# Götzens
Götzens é um município da Áustria, situado no distrito de Innsbruck-Land, no estado do Tirol. Tem 9,72 km² de área e sua população em 2019 foi estimada em 4.044 habitantes.